# Karl Friedrich Emich von Uexküll
Karl Friedrich Emich von Uexküll (* 4. August 1755 in Stuttgart; † 23. Februar 1832 in Ludwigsburg) war ein württembergischer Kunstsammler und Schriftsteller aus dem Adelsgeschlecht Uexküll (er selbst schrieb sich Ixküll).

## Lebenslauf
Nach einem schlechten Schulunterricht, in dem er aber doch die lateinischen Klassiker im Original lesen und lieben lernte, studierte Friedrich Emich Jura in Göttingen. Hier weckten die Vorlesungen von Christian Gottlob Heyne, die er nebenbei hörte, die Begeisterung für Kunst und Altertum in ihm. Im württembergischen Staatsdienst stieg er rasch bis zum adeligen Regierungsrat und Präsidenten des Tutelarrats, seit 1795 mit dem Titel Geheimer Rat, auf. Kränklichkeit und Schwerhörigkeit, die zuletzt in völlige Taubheit überging, veranlassten ihn 1806 zur Niederlegung seiner Ämter. Er widmete sich jetzt ganz dem Studium der Literatur und Kunst. Von 1810 bis 1822 war er Ortsherr des Dorfes Mönchzell, lebte aber in Stuttgart, auf Schloss Eschenau bei Weinsberg, in Heilbronn, wo Schillers Jugendfreund Oberst Scharffenstein und der Dichter Karl Mayer zu seinen Hausfreunden gehörten, und zuletzt in Ludwigsburg. Dort heiratete er Sophie Elisabeth Hardegg, nachdem sein Vater, der diese Verbindung nicht billigen wollte, 1810 gestorben war.

## Literarisches Wirken
Auf drei Reisen in Italien, in den Jahren 1804, 1805 und 1810–1811 vertiefte er seine kunsthistorischen Kenntnisse. Friedrich Emich pflegte Freundschaften mit Künstlern, wozu die Maler Schick, Koch, Wallis der Ältere, Reinhart, der sogen. Teufelsmüller und die Bildhauer Thorwaldsen, Wagner, Eberhard gehörten. Er unterstützte als Mäzen jeden in Rom lebenden deutschen Künstler, bevorzugt die württembergischen. Seine Tagebücher sind eine reiche Fundgrube für die Geschichte der klassizistischen Kunst. Eine besondere Freundschaft verband ihn mit dem Maler Eberhard von Wächter, dem er sich in schweren Zeiten als Gönner erwies. Seine Gedanken über Kunst hat Friedrich Emich in einigen Schriften niedergelegt, wie in den "Fragmenten über Italien. In Briefen an einen Freund." (Anonym 1811), in dem Entwurf einer Geschichte der Fortschritte der bildenden Künste in Württemberg von H. Schickard’s Zeiten bis 1815 (als 3. Nachtrag angehängt an die von ihm 1821 herausgegebene Lebensbeschreibung des Baumeisters Schickhardt von Eberh. von Gemmingen) und in den Fragmenten über einige neuere Kunstwerke in Briefen eines reisenden Layen (Anonym 1825).

## Kunstsammlung
Seine berühmte Sammlung von Kupferstichen, Holzschnitten, Handzeichnungen und Gemälden ging durch Erbschaft an seinen Neffen, den Oberforstrat Freiherr von Uexküll in Karlsruhe, und von diesem auf die Freiherr von Marschallsche Familie in Karlsruhe über.